# Kulltorp, Kristianstad
Kulltorp är ett bostadsområde i nordöstra Kristianstad. Bebyggelsen består i huvudsak av villor och radhus mestadels byggda på 1950- och 1960-talet.

## Historia
Området är glesare befolkat ån flerbostadsområdena enligt karta över befolkningen i Kristianstads översiktsplan. Kristianstad översiktsplan beskriver nordöstra stadens kulturhistoria med att inom området finns en stor variation av bebyggelse från egnahemsvillor till industrilokaler. Villabebyggelsen har olika utseende efter områdenas utbyggnadsperioder som framträder i material, byggnadsvolym och takfall. Som viktiga kulturhistoriska miljöer nämner planen Östra Kasern, Allögården som är ett äldreboende norr om Östra Kasern och flera hus i Egnahemsområdet, delar av Fäladen och bostadsområdet norr om Parkskolan med Kinesiska muren, men ingenting nämns om Kulltorp.
Viktiga stadsnära grönområden är enligt planen Tivoliparken, Härlövs ängar och backar, Stordiket med kringliggande marker, grönytor längs Snapphanevägen, Bangårdsområdet, Rödaleds begravningsplats och Näsby fält. Rödaleds begravningsplats ligger på Kulltorp norr om Gratia Dei och Kulltorpskolan. 1962 byggdes Gratia Dei på området. I omedelbar närhet ligger Kulltorpskolan. Kulltorp saknar stadsdelcentra och dagligvaruförsörjning får hämtas utanför området. Delar av området har närmast till Österängs centrum medan andra har närmare till Sommarlustområdets affär.
Området ligger på äldre fäladsmarker  och inte på gammal sjöbotten. Genom området löper Råbelövskanalen som leder vattnet från Råbelövssjön och Nosabykärret till Helge å. Kanalen var en viktig del då området skulle torrläggas. Kanalen är invallad vilket gör att risken för översvämningar ökar särskilt på det lägre belägna området norr om kanalen. 

### Avrättningsplats
Kulltorp hade en avrättningsplats enligt en daterad karta från 1854. Avrättningsplatsen  var cirka 120x80 m i N-S riktning. Området är bebyggt med villor. Två avrättningar på platsen är kända. För delaktighet i mord och rån dömdes före detta artilleristen Sone Skytt och undergick den 26 juli 1838 dödsstraff genom halshuggning 20-25 år gammal. Sedelförfalskaren 28-årige Petter Norrbom avrättades 1815 genom hängning och begravdes på avrättningsplatsen.

## Kulltorpskolan
Kulltorpskolan är en låg- och mellanstadieskola i området Kulltorp. Skolan ligger nära Gratia Dei och har barn från Kulltorp men också från Sommarlust och Egnahem i Kristianstad.  Skolan drivs av Kristianstads kommun. 
Kulltorpsskolan togs i bruk 1967 och firade 40-årsjubileum den 27 oktober 2007. Birgitta Wirje, textilslöjdlärare hade 2007 arbetat på skolan i 39 år. Hon kom dit efter lärarexamen och trivdes så bra att hon stannade. Birgitta Wirje tycker att dagens elever är frimodigare. Barnen är mer öppna, och de får komma till tals och vågar driva saker. Rektor Karin Åklundh Svensson  inleder sitt tal vid 40-årsjubileet med en historisk tillbakablick. Hon var 13 år 1967 och fick lära sig mycket utantill i skolan. Skolan hade nyligen slutat med lektioner på lördagar. Det fanns inga datorer och SVT 1 var den enda svartvita kanalen på TV:n. Då skrattade eleverna.
2015 beslutades att Kulltorpskolan ska rivas och en ny skola ska byggas på samma plats. Under byggtiden flyttades eleverna till paviljonger vid Österänggymnasiet och Nosabyskolan. Gamla Kulltorpskolan revs och ersatts med helt nya byggnader. Ombyggnaden har pågått i två år, sedan augusti 2017, och har kostat omkring 178 miljoner kronor.
Kulltorpskolan har sedan höstterminen 2019 två paralleller i en skolan i årskurserna F-6. Skolan har omkring 360 elever. Skolan är ombyggd och anpassad för den nya pedagogiska verksamheten med både större och mindre lokaler.  På andra våningen finns ett skolbibliotek med skolbibliotekarie. Kulltorpsskolan har fokus på rörelse och rörelseglädje under den samlade skoldagen, alltså både skoltid och fritid. Skolan är sedan augusti 2020 delaktig i den nationella satsningen som heter ”Rörelsesatsningen i skolan”. Forskning har visar att barn som rör på sig presterar bättre i skolan. Elever i årskurs 4-6 utbildas på skolan till rörelseledare och håller i rastaktiviteter.

## Översvämningsrisker
För att undvika översvämningar är omhändertagande av dagvatten inom grönstrukturen viktig. I ett studentarbete från Sveriges Lantbruksuniversitet (SLU) visades att tre grönområden inom de två områden som var utsatta på skyfallskartan var lämpliga för åtgärder för att fördröja dagvatten i Kristianstads planering. På ett område är en lekplats belägen. Eftersom jordtypen i området är främst lerjord kan långvariga regnperiod marken fungera som en hårdgjord yta där ingen infiltration sker. Vegetation inom området består av gräsytor och enstaka träd. Andra inhemska arter kan öka växternas förmåga att binda vatten. Vegetation med en djup växtbädd och flera typer av vegetation som buskar, gräs, vedartade perenner och örter ökar bindning av vatten. Sänks området runt lekplatsen kan en stor del av det dagvatten som faller i området samlas upp. Regnvattnet kan användas som en resurs för vegetationen och de som bor i området. Områdets areal var 4 688 kvadratmeter ungefär ett halvt hektar. Sänks området med 5 cm kan det fördröja en nederbördsmängd på 50 mm på en timme. SMHI definierar det som ett starkt regn. Trygghet gör att bara delar av området bör sänkas för att skapa dagvattendammar. Lekplatsen ger möjligheten att kombinera vatten och lek. Platsen kan även användas för att öka kunskapen kring dagvattenhantering inom området för de boende. Dammen kan placeras i planteringen i utkanten av området och inte i närheten av lekplatsen. 
Kulltorp har till största delen hårdgjorda ytor. Eftersom bebyggelsen består av privat villabebyggelse och grönstrukturen inom området utgörs främst privat tomtmark. Området har mindre andel grönstruktur bortsett från den privatägda gör att dagvatten kan hanteras med åtgärder som regnträdgårdar i gatustrukturen. Regnträdgårdar minskar belastningen genom att fördröja dagvattnet vid sidan av gatorna. De renar också dagvattnet genom biofiltrering. Regnträdgårdar tillför vegetation och genererar positiva värden för de boende. Systemlösningar på Kulltorp kan göra det möjligt för kommunen att genom flera mindre åtgärder minska belastningen på områden där stora mängder dagvatten samlas. Dagvatten vid extra kraftiga regnmängder som överstiger kapaciteten för ett fördröjningsområde kan transporteras till andra område för att fördröjas. En öppen synlig hantering av dagvatten ökar kunskapen hos de boende. Ett underjordiskt dagvattensystem döljer hanteringen. En systemlösning på området innebär att de tre olika områdena kan samverka och minska belastningen på områden genom att transportera dagvatten genom öppna kanaler till andra område.